# Jan Vos
Jan Vos (ur. 17 kwietnia 1888 w Utrechcie, zm. 25 sierpnia 1939 w Dordrechcie) – piłkarz holenderski grający na pozycji napastnika. W swojej karierze rozegrał 15 meczów i strzelił 10 goli w reprezentacji Holandii.

## Kariera klubowa
W swojej karierze piłkarskiej Vos grał w klubie UVV Utrecht.

## Kariera reprezentacyjna
W reprezentacji Holandii Vos zadebiutował 16 marca 1912 roku w przegranym 0:4 towarzyskim meczu z Anglią, rozegranym w Kingston upon Hull. W tym samym roku zagrał na Igrzyskach Olimpijskich w Sztokholmie. Na tych igrzyskach zdobył z Holandią brązowy medal. W kadrze narodowej od 1912 do 1914 roku rozegrał 15 meczów i strzelił w nich 10 goli.